# Nikolai Iwanowitsch Nebogatow

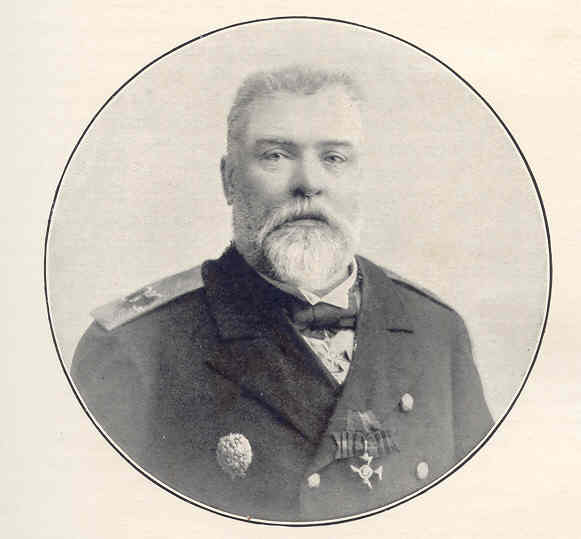
Nikolai Nebogatow (1905)

Nikolai Iwanowitsch Nebogatow (russisch Николай Иванович Небогатов, wiss. Transliteration Nikolaj Ivanovič Nebogatov; * 20. April 1849; † 4. August 1922 in Moskau) war ein russischer Admiral.

## Leben

### Militärische Laufbahn
Nikolai Nebogatow entschied sich bereits frühzeitig für eine Laufbahn als Offizier der russischen Marine. Im Jahre 1871 hatte er bereits den Rang eines Feldwebels erreicht. Sein erstes Kommando erhielt Nebogatow 1888 als Kapitän eines kleineren Kanonenbootes. Von 1891 bis 1899 hielt er nacheinander die Kapitänsposten auf den Kreuzern Krejser, Admiral Nachimow und Minin inne. Anschließend wurde er zum Leiter der Artillerieausbildung der Russischen Ostseeflotte ernannt. Innerhalb der Flotte wurde er auch später wiederholt befördert.

### Russisch-Japanischer Krieg
Während des Russisch-Japanischen Krieges von 1904/1905 wurde die russische Ostseeflotte unter dem Kommando des Admirals Roschestwenski als 2. Pazifisches Geschwader in den Fernen Osten verlegt um das von den Japanern in Port Arthur eingeschlossene 1. Pazifische Geschwader zu unterstützen. Der russische Kapitän Nikolai Klado forderte unterdessen die Aufstellung eines 3. Pazifischen Geschwaders. Dafür standen jedoch nur veraltete Kreuzer bzw. ungeeignete Küstenpanzerschiffe zur Verfügung. Darüber hinaus konnten die Schiffe nur mit schlecht ausgebildeten Matrosen besetzt werden, die darüber hinaus zum Großteil strafversetzte Kriminelle waren.
Nachdem bereits mehrere russische Admiräle das Kommando über dieses Geschwader abgelehnt hatten, wurde Nebogatow mit der Aufgabe betraut. Obwohl er die Unzulänglichkeiten des Geschwaders kannte, übernahm er das Kommando.
Nebogatow stellte das Geschwader zusammen und überwachte die Ausrüstung der Schiffe. Dabei kam es zu mehreren Zwischenfällen mit revoltierenden Mannschaften. Im Februar 1905 waren alle Schiffe ausgerüstet und bemannt. Seine Flagge setzte der Admiral auf dem Linienschiff Imperator Nikolai I. Nach der Fahrt durch den Sueskanal erreichte seine Flotte den Indischen Ozean, wo es mit Roschestwenskis Geschwader zusammentreffen sollte. Dieser hatte den längeren Weg um Afrika gewählt. Am 9. Mai 1905 trafen beide Geschwader in der Cam Ranh Bay in Vietnam zusammen.
Nebogatows Flotte wurde als 3. Division in die Flotte integriert. Roschestwenski unterrichtete Nebogatow weder über seine Absichten bezüglich der Route oder der bevorstehenden Schlacht, noch informierte er ihn vom bevorstehenden Tod des schwer erkrankten Führers der 2. Division, Admiral von Fölkersahm. So wusste Nebogatow zu Beginn der Schlacht von Tsushima nicht, dass er nach Roschestwenski in zweiter Position der Befehlskette stand.

### Schlacht von Tsushima
Während der Schlacht konzentrierte sich das Feuer der Japaner zunächst auf die Erste Division des Admirals Roschestwenski. Nebogatows Schiffe überstanden den ersten Tag der Schlacht daher relativ unversehrt. Am Abend war die Erste Division nahezu vollkommen zerstört und Admiral Roschestwenski musste schwer verwundet von seinem kurz darauf versenkten Flaggschiff Knjas Suworow gerettet werden. Zu diesem Zeitpunkt übernahm Admiral Nebogatow die Führung des Zweiten Pazifischen Geschwaders. Während der Nacht konnten sich die russischen Schiffe durch Abdunkelung aller Positionslichter der Entdeckung und Vernichtung entziehen. Am Morgen des 28. Mai 1905 wurden die verbliebenen Schiffe durch die japanische Flotte unter Admiral Tōgō gestellt. Die Kreuzerdivision unter Admiral Oskar Enkwist hatte sich in der Zwischenzeit bereits nach Manila abgesetzt. Nebogatow stand daher dem Feind mit seinen veralteten Schiffen allein gegenüber und hatte keine Chance gegen die Übermacht der Japaner. Nachdem die Japaner das Feuer eröffnet hatten, entschied er sich daher für die Kapitulation. Bei einer kurzen Ansprache vor der Mannschaft erklärte er:
„Mein Leben währt nicht mehr lange. Ich habe keine Furcht vor dem Sterben. Ich wollte euch nicht ums Leben bringen. Die ganze Schmach nehme ich auf mich, man soll mich richten. Ich nehme auch die Todesstrafe auf mich.“ (Zitiert nach: Nowikow-Priboi: Tsushima, S. 425, Aufbauverlag Weimar, 1954)
Einige Offiziere waren unzufrieden mit dieser Entscheidung und versuchten doch noch, die Schiffe selbst zu versenken. Sie wurden jedoch von den Matrosen daran gehindert. Admiral Nebogatow begab sich an Bord von Admiral Tōgōs Flaggschiff Mikasa. Er unterzeichnete die Kapitulationsurkunde und übernahm gleichzeitig die volle Verantwortung für die Kapitulation.

### Verurteilung
Die russische Admiralität entließ Nebogatow daraufhin am 21. August 1905 aus der russischen Marine, während der Admiral sich noch in japanischer Gefangenschaft befand. Nachdem Nebogatow nach Russland zurückkehren durfte, wurden er und 77 seiner ihm unterstellten Offiziere im Dezember 1906 vor ein Kriegsgericht gestellt. Die Anklage lautete auf ungerechtfertigte Kapitulation und Auslieferung russischen Staatseigentums an den Feind. Die russische Regierung hatte erwartet, dass der Admiral ehrenhaft bis zum Tod gekämpft hätte. Der Admiral verteidigte sich damit, dass seine Waffen den Gegner nicht mehr erreichen konnten und er auf diese Weise die russischen Matrosen in einen unnützen Tod geschickt hätte. Trotzdem wurden er und drei seiner Kapitäne am 25. Dezember 1906 zum Tod durch Erschießen verurteilt. Der russische Zar Nikolaus II. wandelte das Urteil jedoch in eine zehnjährige Haftstrafe um. Nebogatow blieb bis zum 19. Mai 1909 in Haft, als er vorzeitig durch den Zaren begnadigt wurde.

### Weiteres Leben
Nach seiner Entlassung zog Nebogatow nach Moskau, wo er bis zu seinem Tod 1922 zurückgezogen lebte. Nikolai Nebogatow war verheiratet und hatte zwei Töchter.